# Pseudohinnites levii
Pseudohinnites levii is een tweekleppigensoort uit de familie van de Pectinidae. De wetenschappelijke naam van de soort is voor het eerst geldig gepubliceerd in 1989 door Dijkstra.